# Victor Van de Walle
Marie Jean Charles Victor van de Walle, né le 14 août 1849 à Puurs et décédé à Malines le 11 février 1927  est homme politique libéral belge flamand, relativement flamingant.
Il fut notaire (1883-1919), auteur, poète, échevin de Malines, élu député belge.

## Ouvrages
- Een blik in het oneindige , 1875.
- Twee zusters , 1877.
- De zedenleer in het Openbaar Onderwijs, 1889.
- Le problème de la représentation proportionnelle résolu : Le vote de préférence rationnellement réglé , 1893.
- Eene pleitrede ten gunste der evenredige vertegenwoordiging , 1895.
- Feestzang voor de onthulling van het standbeeld van Van Beneden , 1897.
- Pax mundi : eerste tooneelen van het Belgisch drama , 1917.
- L'école de Cransdonck : le roman de l'instituteur , 1920.
- De schoolvrede : Vlaamsche zedenroman , 1923.
- Onsterfelijk , 1927.

## Sources
- Liberaal Archief
- Wiki ville de Malines